# 聖母病院

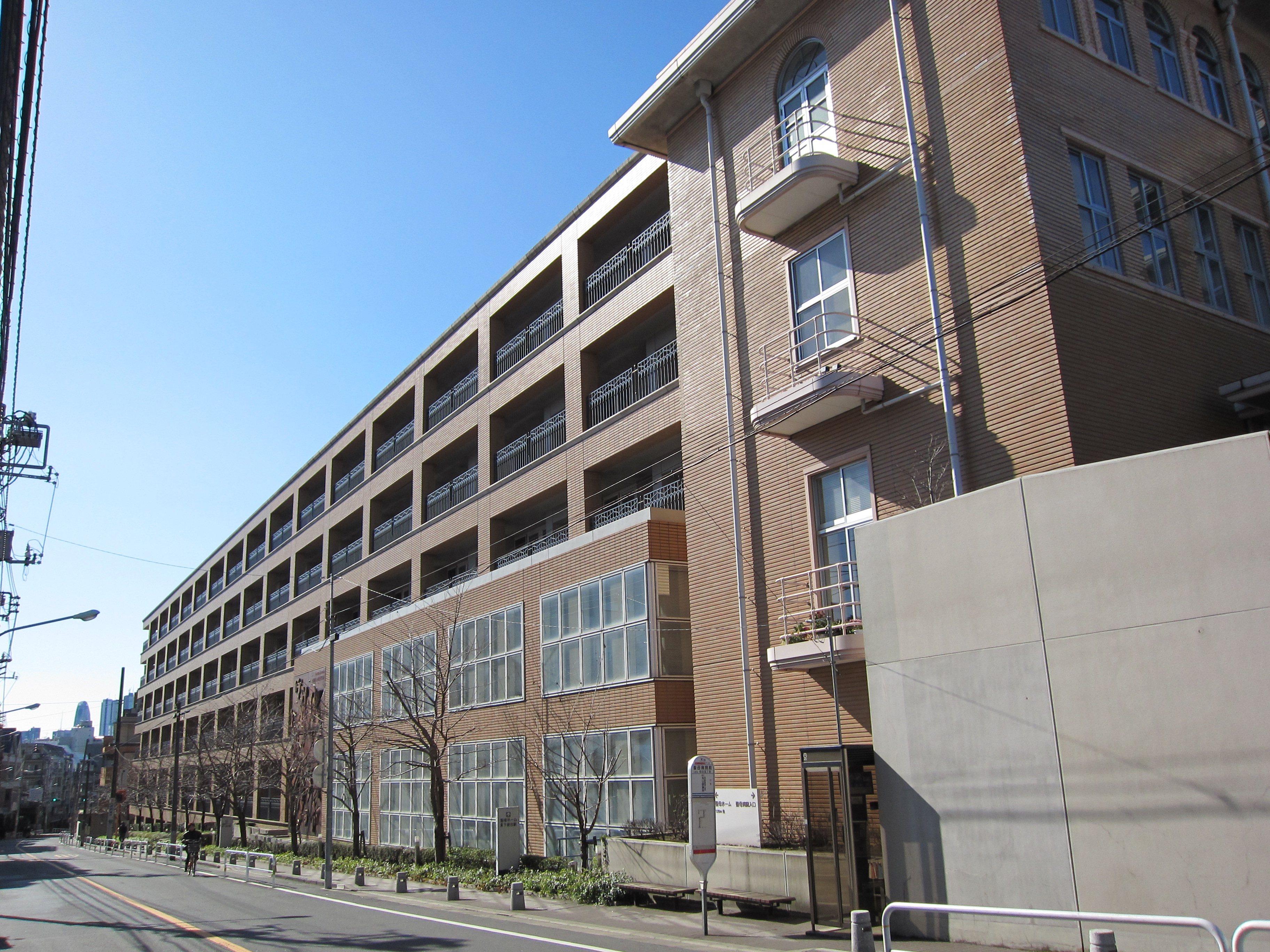
聖母病院病棟

聖母病院（せいぼびょういん）は、社会福祉法人聖母会が運営する病院。特に産科は、年間の分娩件数は約1700-1800件を数え、手術のレベルなどに定評がある。系列の看護系大学に聖母大学（同じカトリック系の上智大学と合併し、現在は同大学総合人間科学部看護学科）があった。また敷地南端部に高齢者福祉施設である聖母ホームを併設する。帝銀事件の被害者が収容された病院でもある。

## 沿革
- 1929（昭和4）年　聖母会の前身「マリア奉仕会」が病院建設に着手。
- 1931（昭和6）年　「国際聖母病院」として開院。内科・小児科・外科・皮膚科・泌尿器科の5診療科目。72床。建物は当時国内のカトリック建築物を多数手がけたスイス人建築家マックス・ヒンデルによるもの（平成の増改築後は「旧館」として現存稼働中）。
- 1943（昭和18）年　「聖母病院」へ改称。
- 1950（昭和25）年　救急病院指定を受ける。
- 1952（昭和27）年　運営母体が「社会福祉法人聖母会」に変更。
- 1959（昭和34）年　204床に増床。
- 1963（昭和38）年　診療科目に眼科・神経科・歯科が追加。
- 1972（昭和47）年　地下1階などを増改築。209床。
- 1986（昭和61）年　診療科目に放射線科追加。
- 1998（平成10）年　療養型病床群開設。173床。
- 2002（平成14）年　新棟が一部完成。164床。
- 2004（平成16）年　病院の増改築工事が完了。154床（一般121床、療養33床）。
- 2006（平成18）年　療養病棟を廃止。全て一般のみの154床に。
- 2010（平成22) 年　乳腺外科設置。
- 2011（平成23) 年　聖堂が、2011年度グッドデザイン賞受賞[1]。

## 診療科目
- 内科
- 消化器内視鏡内科
- 小児科
- 産婦人科
- 眼科
- 皮膚科
- 放射線科
- 耳鼻咽喉科
- 整形外科
- 精神科
- 外科
- 泌尿器科
- 乳腺外科
- 麻酔科
- 病理診断科

## 医療機関の指定等
- 保険医療機関
- 救急告示医療機関
- 休日・全夜間診療事業実施医療機関（内科系、外科系）
- 労災保険指定医療機関
- 指定自立支援医療機関（精神通院医療）
- 身体障害者福祉法指定医の配置されている医療機関
- 精神保健指定医の配置されている医療機関
- 生活保護法指定医療機関
- 指定養育医療機関（未熟児医療）
- 原子爆弾被害者一般疾病医療取扱医療機関
- 公害医療機関
- 母体保護法指定医の配置されている医療機関
- 臨床研修指定病院
- DPC対象病院
- 無料低額診療事業実施医療機関
- 日本乳癌学会認定施設

## 交通アクセス
- JR山手線目白駅から西行の都営バス（主に池袋駅・新宿駅始発であり、これらの駅からも利用可能）に乗車し、聖母病院入口バス停下車、徒歩4分。
- 西武新宿線下落合駅より区道（通称聖母通り）沿いに北へ徒歩7分。
- 関東バス（宿02系統）聖母病院前バス停より徒歩1分。
- 西武池袋線椎名町駅から山手通り・目白通りを経由して徒歩10分。
  - 旧目白文化村の一角にあり、南に妙正寺川・神田川を臨む。